# Lenningen (Lussemburgo)
Lenningen (lussemburghese: Lenneng) è un comune del Lussemburgo sud-orientale con una popolazione di 1 402 abitanti. Fa parte del cantone di Remich, nel distretto di Grevenmacher. Si trova venti chilometri ad est dalla capitale. Il capoluogo è Canach.
Nel 2005, la città di Lenningen, capoluogo del comune che si trova nella parte orientale del suo territorio, aveva una popolazione di 305 abitanti.